# Storstenrevet
Storstenrevet is een Zweeds eiland behorend tot de Pite-archipel. Het deels beboste eiland vormt het middendeel van het Vargödrag Natuurreservaat. Daarnaast is het beschermd gebied voor vogels, hetgeen betekent dat het eiland tussen 1 mei  en 31 juli niet benaderd mag worden tot op 200 meter. Ten noordoosten van dit eiland ligt een klein naamloos eilandje van 0,003 km², waarvoor hetzelfde geldt